# Enrico Cairoli (calciatore)
Enrico Cairoli (Fino Mornasco, 5 marzo 1942) è un ex calciatore italiano, di ruolo difensore.

## Carriera
Debutta nel 1961 con il Siracusa in Serie C.
Dopo tre anni si trasferisce al Livorno con cui disputa cinque campionati di Serie B, per un totale di 149 presenze ed una rete.
Nel 1969 passa alla SPAL, dove gioca altre quattro stagioni in Serie C, vincendo il campionato 1972-1973 e disputando la sua ultima gara in Serie B l'anno successivo.